# ملعب الغولف الأولمبي

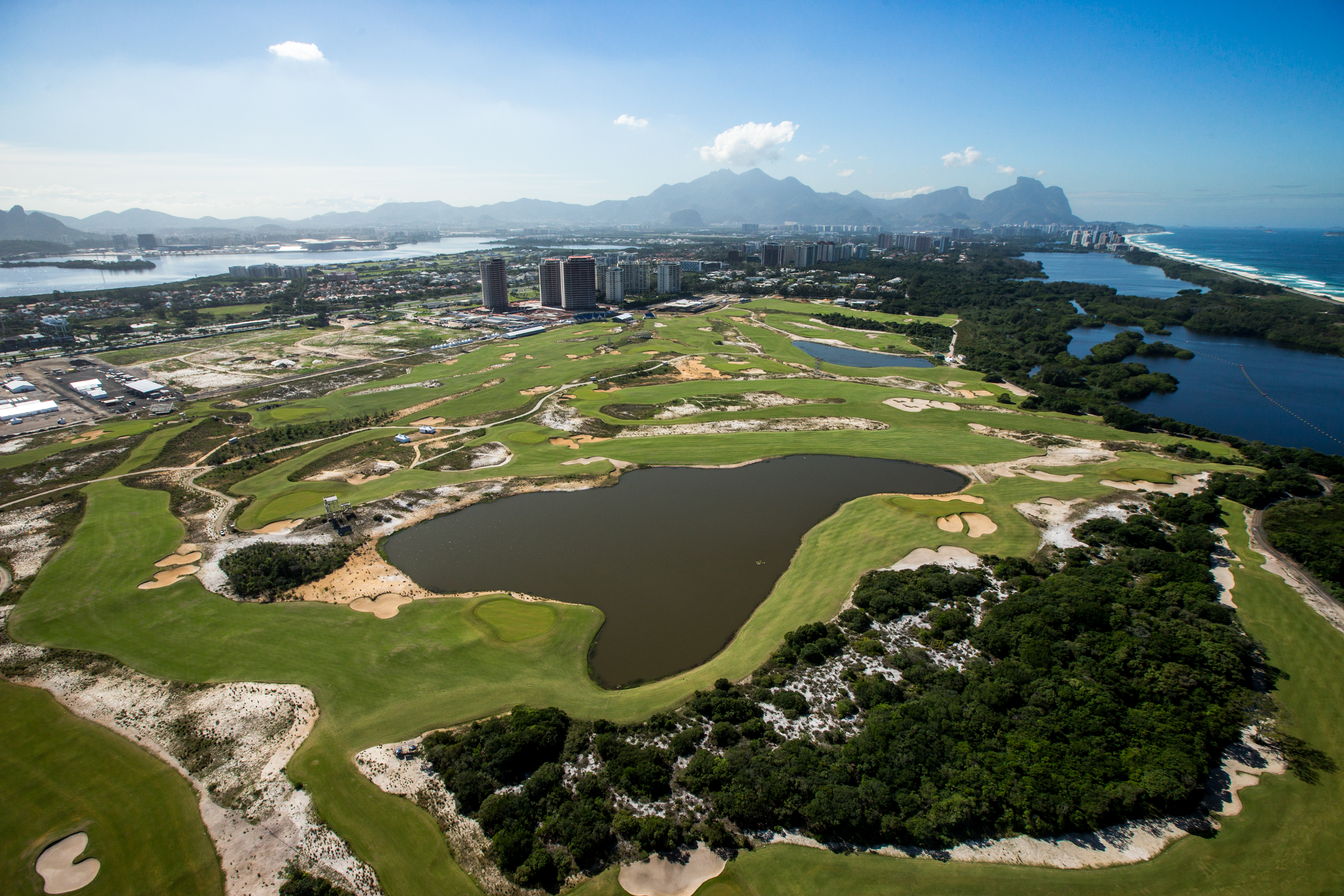
ملعب الغولف الأولمبي.

ملعب الغولف الأولمبي (بالبرتغالية: Campo Olímpico de Golfe‏) ملعب رياضي جديد افتتح في العام 2016 وجرت فيه بطولات الغولف ضمن دورة الألعاب الأولمبية الصيفية 2016،  الملعب مقام داخل محمية مارابيندي الطبيعية في منطقة بارا دا تيجوكا في ريو دي جانيرو، البرازيل.